# Tunnel d'El Kentour
Le tunnel d'El Kentour est un tunnel autoroutier qui relie la wilaya de Constantine à celle de Skikda. D'une longueur de  2,5 km, il est plus long tunnel de l'autoroute Est-Ouest. Le tunnel d'El Kentour est constitué de deux tubes.

## Historique
Le tunnel d'El Kentour est inauguré en 2015, dont seul le tube gauche long de 2,5 km est ouvert à la circulation dans les deux sens, en attendant la mise en circulation du tube droit.
Le 15 janvier 2018, le tube droit du tunnel est inauguré par le ministre des Transports et des Travaux publics, Abdelghani Zaalane. 

## Caractéristiques
Le tunnel d'El Kentour est composé de deux tubes, d'une longueur de 2,5 km.
Le tunnel est équipé de caméras intelligentes de haute définition qui permettent une détection automatique d'incidents (DAI).